# Sebiha Öztaş
Sebiha Öztaş (Rotterdam, 1981) is een Nederlandse fotografe, bekend om haar indringende portretten en sociaal geëngageerde fotografie. Haar werk richt zich vaak op thema's zoals identiteit, inclusiviteit en de representatie van gemarginaliseerde gemeenschappen. Haar culturele achtergrond speelt een belangrijke rol in haar aanpak, waarbij ze op een natuurlijke manier de onschuld en kwetsbaarheid van haar onderwerpen vastlegt.

## Biografie
Öztaş groeide op in Rotterdam, waar ze van jongs af aan een passie voor fotografie ontwikkelde. Ze studeerde fotografie aan de Fotovakschool in Rotterdam, waar ze haar unieke stijl verder ontwikkelde. Haar werk wordt gekenmerkt door een sterke focus op persoonlijke verhalen en sociale kwesties.
Sebiha Öztaş heeft regelmatig bijgedragen aan NRC Handelsblad, waar haar fotografische werk de verhalen versterkt door een visueel narratief te bieden dat diepere lagen van menselijke ervaringen en maatschappelijke kwesties onthult. 

## Carrière

### WOMXN.
Een van haar meest bekende projecten is WOMXN., tentoongesteld in het Nederlands Fotomuseum in Rotterdam. Voor dit project selecteerde Öztaş 23 vrouwen uit Rotterdam, elk gekozen vanwege hun kracht en sociale bijdrage. Ze gaf deze vrouwen de regie over hoe ze geportretteerd wilden worden, wat leidde tot een unieke en krachtige serie beelden die de diversiteit en zelfexpressie van vrouwen benadrukken. Dit project werd geprezen om zijn bijdrage aan het gesprek over inclusiviteit in de kunstwereld.

### Will Is Everything
Een ander belangrijk werk van Öztaş is Will Is Everything, een serie portretten die ze voor Kiekie Art heeft gemaakt. In deze serie benadrukt Öztaş de kracht van menselijke wilskracht en veerkracht, vaak door middel van intieme en persoonlijke beelden die haar onderwerpen in hun natuurlijke omgeving laten zien. Deze werken zijn beschikbaar als gelimiteerde edities en hebben bijgedragen aan haar groeiende reputatie in de kunstwereld. 